# Single numer jeden w roku 1998 (Japonia)
Notowanie Weekly Singles Chart (jap. 週間シングルチャート Shūkan Shinguru Chāto) przedstawia najlepiej sprzedające się single w Japonii. Publikowane jest ono przez magazyn Oricon Style, a dane kompletowane są przez Oricon w oparciu o cotygodniowe wyniki sprzedaży fizycznej singli. Poniżej znajdują się tabele prezentujące najpopularniejsze single w danych tygodniach w roku 1998.

## Oricon Weekly Singles Chart
| Data            | Utwór                                                                                          | Wykonawca               | Źródło |
| --------------- | ---------------------------------------------------------------------------------------------- | ----------------------- | ------ |
| 5 stycznia      | wstrzymanie publikacji                                                                         | wstrzymanie publikacji  | [ 1 ]  |
| 12 stycznia     | „CAN YOU CELEBRATE? -MAXI-”                                                                    | Namie Amuro             | [ 1 ]  |
| 19 stycznia     | „Face the change”                                                                              | Every Little Thing      | [ 1 ]  |
| 26 stycznia     | „Yozora no mukō” (jap. 夜空ノムコウ)                                                           | SMAP                    | [ 1 ]  |
| 2 lutego        | „Ashita ga kikoeru/Children's Holiday” (jap. 明日が聴こえる/Children's Holiday)                | J-FRIENDS               | [ 1 ]  |
| 9 lutego        | „winter fall”                                                                                  | L’Arc-en-Ciel           | [ 1 ]  |
| 16 lutego       | „Kyūkon” (jap. 球根)                                                                           | The Yellow Monkey       | [ 1 ]  |
| 23 lutego       | „Nishi e higashi e” (jap. ニシエヒガシエ)                                                      | Mr. Children            | [ 1 ]  |
| 2 marca         | „my graduation”                                                                                | SPEED                   | [ 1 ]  |
| 9 marca         | „my graduation”                                                                                | SPEED                   | [ 1 ]  |
| 16 marca        | „my graduation”                                                                                | SPEED                   | [ 1 ]  |
| 23 marca        | „Be Yourself!/always”                                                                          | V6/20th Century         | [ 1 ]  |
| 30 marca        | „Nagai aida” (jap. 長い間)                                                                     | Kiroro                  | [ 1 ]  |
| 6 kwietnia      | „DIVE TO BLUE”                                                                                 | L’Arc~en~Ciel           | [ 1 ]  |
| 13 kwietnia     | „DIVE TO BLUE”                                                                                 | L’Arc~en~Ciel           | [ 1 ]  |
| 20 kwietnia     | „Samayoeru aoi dangan” (jap. さまよえる蒼い弾丸)                                               | B’z                     | [ 1 ]  |
| 27 kwietnia     | „STORM”                                                                                        | Luna Sea                | [ 1 ]  |
| 4 maja          | „Jet Coaster Romance” (jap. ジェットコースター・ロマンス)                                      | KinKi Kids              | [ 1 ]  |
| 11 maja         | „Yuwaku” (jap. 誘惑)                                                                           | Glay                    | [ 1 ]  |
| 18 maja         | „Yuwaku” (jap. 誘惑)                                                                           | Glay                    | [ 1 ]  |
| 25 maja         | „Pink Spider” (jap. ピンク スパイダー)                                                         | hide with Spread Beaver | [ 1 ]  |
| 1 czerwca       | „Pink Spider” (jap. ピンク スパイダー)                                                         | hide with Spread Beaver | [ 1 ]  |
| 8 czerwca       | „ever free”                                                                                    | hide with Spread Beaver | [ 1 ]  |
| 15 czerwca      | „SHINE”                                                                                        | Luna Sea                | [ 1 ]  |
| 22 czerwca      | „There will be love there -Ai no aru basho-” (jap. There will be love there -愛のある場所-)    | the brilliant green     | [ 1 ]  |
| 29 czerwca      | „FOREVER YOURS” (jap. 球根)                                                                    | Every Little Thing      | [ 1 ]  |
| 6 lipca         | „HOT LIMIT” (jap. 球根)                                                                        | T.M.Revolution          | [ 1 ]  |
| 13 lipca        | „ALIVE”                                                                                        | SPEED                   | [ 1 ]  |
| 20 lipca        | „HOME”                                                                                         | B’z                     | [ 1 ]  |
| 27 lipca        | „HONEY”                                                                                        | L’Arc~en~Ciel           | [ 1 ]  |
| 3 sierpnia      | „POWER”                                                                                        | Pocket Biscuits         | [ 1 ]  |
| 10 sierpnia     | „Zenbu dakishimete/Ao no jidai” (jap. 全部だきしめて/青の時代)                                 | KinKi Kids              | [ 1 ]  |
| 17 sierpnia     | „Zenbu dakishimete/Ao no jidai” (jap. 全部だきしめて/青の時代)                                 | KinKi Kids              | [ 1 ]  |
| 24 sierpnia     | „Zenbu dakishimete/Ao no jidai” (jap. 全部だきしめて/青の時代)                                 | KinKi Kids              | [ 1 ]  |
| 31 sierpnia     | „Zenbu dakishimete/Ao no jidai” (jap. 全部だきしめて/青の時代)                                 | KinKi Kids              | [ 1 ]  |
| 7 września      | „Tsumetai hana” (jap. 冷たい花)                                                                | the brilliant green     | [ 1 ]  |
| 14 września     | „wanna Be A Dreammaker”                                                                        | globe                   | [ 1 ]  |
| 21 września     | „Daite HOLD ON ME!” (jap. 抱いてHOLD ON ME!)                                                   | Morning Musume.         | [ 1 ]  |
| 28 września     | „Unmei no Roulette mawashite” (jap. 運命のルーレット廻して)                                    | Zard                    | [ 1 ]  |
| 5 października  | „Sa Yo Na Ra”                                                                                  | globe                   | [ 1 ]  |
| 12 października | „sweet heart”                                                                                  | globe                   | [ 1 ]  |
| 19 października | „snow drop”                                                                                    | L’Arc~en~Ciel           | [ 1 ]  |
| 26 października | „forbidden lover”                                                                              | L’Arc~en~Ciel           | [ 1 ]  |
| 2 listopada     | „Owari naki tabi” (jap. 終わりなき旅)                                                          | Mr. Children            | [ 1 ]  |
| 9 listopada     | „ALL MY TRUE LOVE”                                                                             | SPEED                   | [ 1 ]  |
| 16 listopada    | „ALL MY TRUE LOVE”                                                                             | SPEED                   | [ 1 ]  |
| 23 listopada    | „over/EASY SHOW TIME”                                                                          | V6                      | [ 1 ]  |
| 30 listopada    | „Camouflage/Winter Lovers” (jap. カムフラージュ/Winter Lovers)                                 | Mariya Takeuchi         | [ 1 ]  |
| 7 grudnia       | „BE WITH YOU”                                                                                  | Glay                    | [ 1 ]  |
| 14 grudnia      |                                                                                                |                         | [ 1 ]  |
| 21 grudnia      | „Happy Happy Greeting/Cinderella Christmas” (jap. Happy Happy Greeting/シンデレラ・クリスマス) | KinKi Kids              | [ 1 ]  |
| 28 grudnia      | „Tōku made” (jap. 遠くまで)                                                                    | Kōshi Inaba             | [ 1 ]  |